# Mike te Wierik
Mike te Wierik (Hengevelde, 8 giugno 1992) è un calciatore olandese, difensore svincolato.